# Bobtail de Carélie
Le bobtail de Carélie est une race de chat originaire de la région environnant le lac Ladoga de la République de Carélie en Russie, à la frontière finlandaise. Il serait apparu naturellement il y a plus de 200 ans sur les îles de ce lac et n'a pas été modifié depuis. À ce jour, la WCF est la seule organisation féline à le reconnaître.

## Histoire
La race a probablement, au cours de son histoire, eu des liens avec le chat des forêts norvégiennes, une race scandinave d'origine naturelle, bien qu'aucune étude n'existe prouvant cette parenté. Des spécialistes ont également songé à un lien entre le bobtail de Carélie et le bobtail des Kouriles, race originaire des îles Kouriles mais il a été établi que, malgré leurs nombreuses similitudes, ces races sont bien distinctes.
Ce chat était apprécié pour ses qualités de chasseurs mais les habitants de sa région natale préféraient en posséder surtout car selon une légende ancienne, les chats dépourvus de queue ou ayant une queue particulièrement courte portent bonheur à leur propriétaire.
La race a été reconnue pour la première fois par la World Cat Federation (WCF) en 1994.

## Standard

### Corps
Leur corps est de la taille moyenne, ni trapu ni allongé. Les pattes sont de longueur moyenne et solides, les pattes postérieures sont nettement plus longues que les pattes antérieures. Leurs pieds sont ronds. Leur queue varie de 4 à 13 cm de longueur et elle est dotée de poils plus longs que ceux du corps qui font l'effet d'un pompon. Contrairement à des races similaires telles que le bobtail des Kouriles, leur queue coupée est récessive.

### Tête
La tête est en forme d'un triangle équilatéral avec un profil long, presque droit. Le front et les joues sont plats. Le museau est étroit, avec les babines légèrement prononcées. Le menton est étroit, mais ferme. Les oreilles sont grandes et droites. Elles sont placées haut sur la tête de façon que la ligne extérieure des oreilles coure le long des joues à une ligne droite. Les bouts sont légèrement arrondis. Les yeux sont ovales et légèrement en biais. La couleur doit être uniforme et correspond à la couleur de robe.

### Robe et pelage
Les bobtails de Carélie peuvent être à poil court ou à poil long. Toutes les couleurs sauf cannelle, chocolat, fauve et lilas sont acceptées en exposition ; tous les motifs sont également, à l'exception du colourpoint. Le bobtail de Carélie a un sous-poil doux et une couche de finition brillante et épaisse.

## Élevage

### Acquisition
Le bobtail de Carélie est un chat extrêmement rare qu'on ne peut adopter qu'en Russie. La plupart des éleveurs sont aux environs de Saint-Pétersbourg mais il existe aussi quelques élevages dans les villes de Medvezhyegorsk, de Kirov et de Petrozavodsk.
Son prix varie beaucoup d'un individu à l'autre en fonction de la lignée du chat, de la renommée de son élevage et de ses caractéristiques physiques. Ce bobtail coûte généralement entre 350 et 900 euros.